# Oelemars

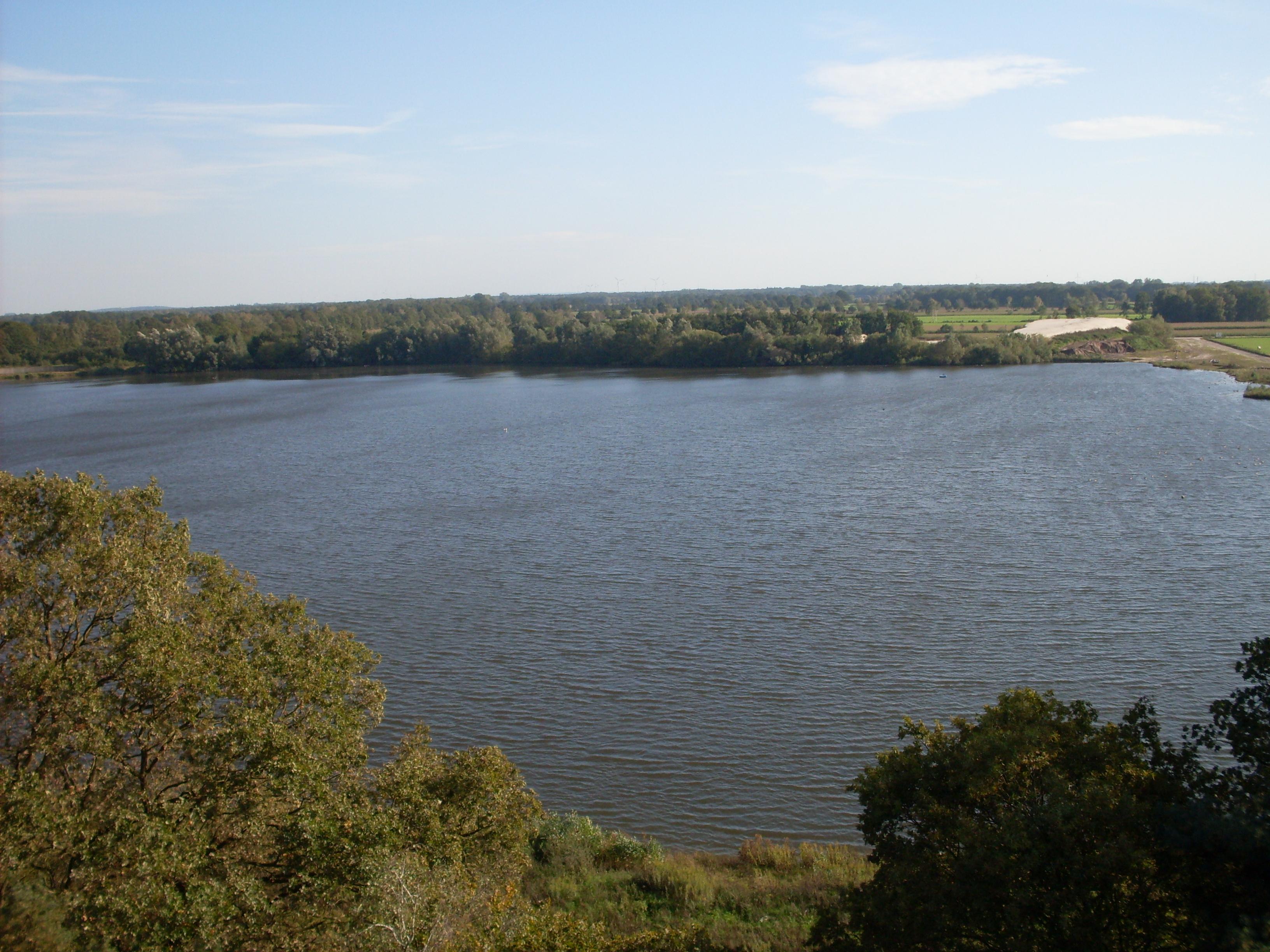
Zandwinplas De Oelemars vanaf de uitkijktoren

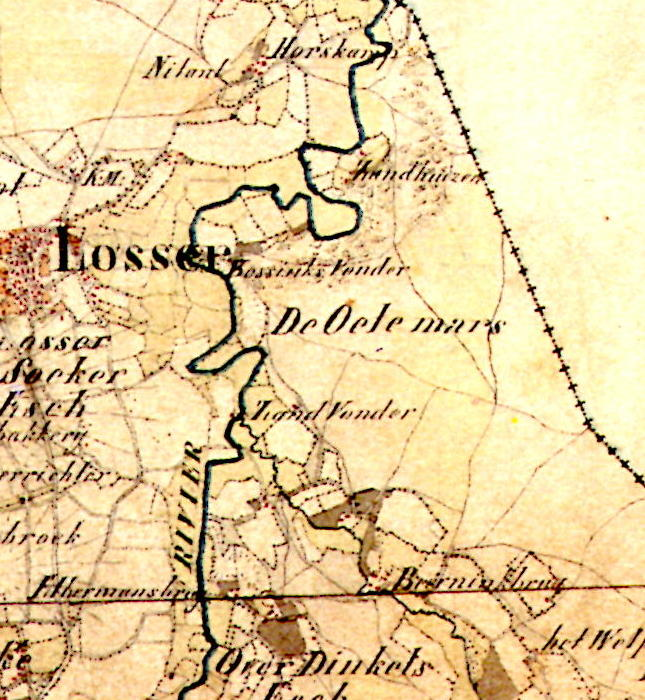
De Oelemars in 1835

De Oelemars is een grote zandwinput waar nog steeds zand wordt gewonnen. Hij bestaat grotendeels uit een tot 15 meter diepte uitgegraven plas. De zandwinning is gelegen in het gebied De Zandbergen-Oelemars, een landbouw-, recreatie- en natuurgebied tussen Losser en de Duitse grens. Van oorsprong is dit vooral een moeras- en heidegebied. De naam Oelemars betekent 'moeras waarin uilen voorkomen'. De gemeente Losser heeft voor het gehele gebied een toekomstvisie ontwikkeld.

## Geschiedenis
In de late bronstijd of vroege ijzertijd hebben prehistorische bewoners hier een grafveld in gebruik gehad. Resten daarvan zijn rond 1960 gevonden. In de middeleeuwen lag aan de grens met het Wiggersveld een landweer, een beschermingswal waarlangs tegenwoordig een klootschietbaan gelegen is.
Op negentiende-eeuwse kaarten is te zien dat er toen ter plaatse vooral natte heide te vinden was ten oosten van het riviertje de Dinkel. Tegenwoordig is er nauwelijks heide meer, wel is er een naaldbos met een open stuifzandvlakte in het midden. Ook staan er hier een daar nog jeneverbesstruiken. Dit stuk bos heet De Zandbergen en is in de negentiende eeuw aangeplant om zandverstuiving tegen te gaan. Op oude kaarten zijn aan de rand van het heidegebied ook de essen te zien, deze zijn ontstaan doordat boeren uit de omgeving jaar in jaar uit bemeste heideplaggen op hun akkers hebben gebracht. Er ontstond zo een hoevelandschap met marke-erven. De moerassige heide is rond de vorige eeuwwisseling ontgonnen ten behoeve van landbouw en veeteelt en ten slotte voor een groot deel vergraven vanwege de zandwinning.

## Zandwinning
Het bedrijf dat zand op de Oelemars wint heeft die locatie niet voor niets gekozen. Er bevindt zich tot op flinke diepte bruikbaar zand. Het ligt hier sinds het Holoceen en het laatste gedeelte van het Pleistoceen, toen veel stuifzand in Twente werd neergelegd dat nu plaatselijk te vinden is tot een diepte van 11 tot 19 meter. Vaak is er tijdens de Weichselien ijstijd opnieuw allerlei soort zand maar ook klei en leem afgezet, het in het Dinkeldal afgezette stuifzand ligt echter vrij dicht aan de oppervlakte en is het doel van de zandwinning ter plaatse.
De zandwinning is uit economisch oogpunt belangrijk omdat er veel vraag is naar zand voor de bouw en infrastructurele werken. Er zijn de laatste 30 jaar grote ontwikkelingen geweest in de techniek van het zandwinnen. Hierdoor is men in staat dieper te boren en te zuigen dan vroeger. De Oelemarsplas zal door de grootschalige ontgronding in de toekomst mogelijk nog tweemaal zo groot worden. De plas is gevuld met kwelwater van goede kwaliteit en watert af op de Dinkel.

## Natuur en recreatie
Het gebied rond de Oelemars is gewild bij wandelaars en andere recreanten vanwege de afwisseling door de aanwezigheid van verschillende landschapselementen. Aan de rand van de plas staat een uitkijktoren vanwaar af men kilometers vrij zicht heeft over de omgeving.
De plas is in trek bij vogelaars die afkomen op de grote rijkdom aan water- en oevervogels, waaronder sommige die in Nederland zeldzaam zijn. Ze zijn vanuit de vogelkijkhut te observeren. Voor steltlopers zijn de slikvelden een aantrekkelijke foerageerplaats. De oeverzwaluwwal is een geslaagd voorbeeld van het scheppen van gunstige voorwaarden voor de natuur in het gebied. Vogeltelpost De Oelemars is landelijk bekend vanwege onder meer de grote aantallen kraanvogels die hier gezien worden.
Vissen aan of op de plas is niet toegestaan. Het betreden van grote delen van het terrein is voor bezoekers verboden, maar recreatie in het bos wordt door de eigenaren oogluikend toegestaan.

## Omgeving
De Oelemars ligt in het stroomgebied van het riviertje de Dinkel. In het noorden grenst de plas aan het bosgebied De Zandbergen. Verder is er voornamelijk landbouwgebied, ook in Duitsland aan de andere zijde van de grensweg die langs de zandwinning loopt. In Duitsland liggen hier en daar dicht aan de grens ook zandwinningsplassen en dennenbossen. Nabij de klootschietbaan is nog een stukje heidegebied aanwezig. Naar het westen, over de Dinkel, ligt het dorp Losser.

## Toekomst
In de toekomstvisie die de gemeente Losser voor het gebied rond de Oelemarsplas in 2008 heeft laten opstellen staat dat er nog heel wat zand gewonnen kan worden. Ook zijn er voorstellen voor verbetering van de recreatiefunctie door zonering van het gebied en het aanleggen van meer voet-en fietspaden. Hierbij zal sterk rekening moeten worden gehouden met de hoge natuurwaarde van delen van het gebied door met name de grote hoeveelheid hier levende of bezoekende vogelsoorten. Aanleg van geleidelijk aflopende natuurlijkere oevers kan de plas voor nog grotere aantallen (trek)vogels, maar ook voor andere dieren aantrekkelijk maken.